# Northern Territory Legislative Assembly

Wappen des Northern Territory

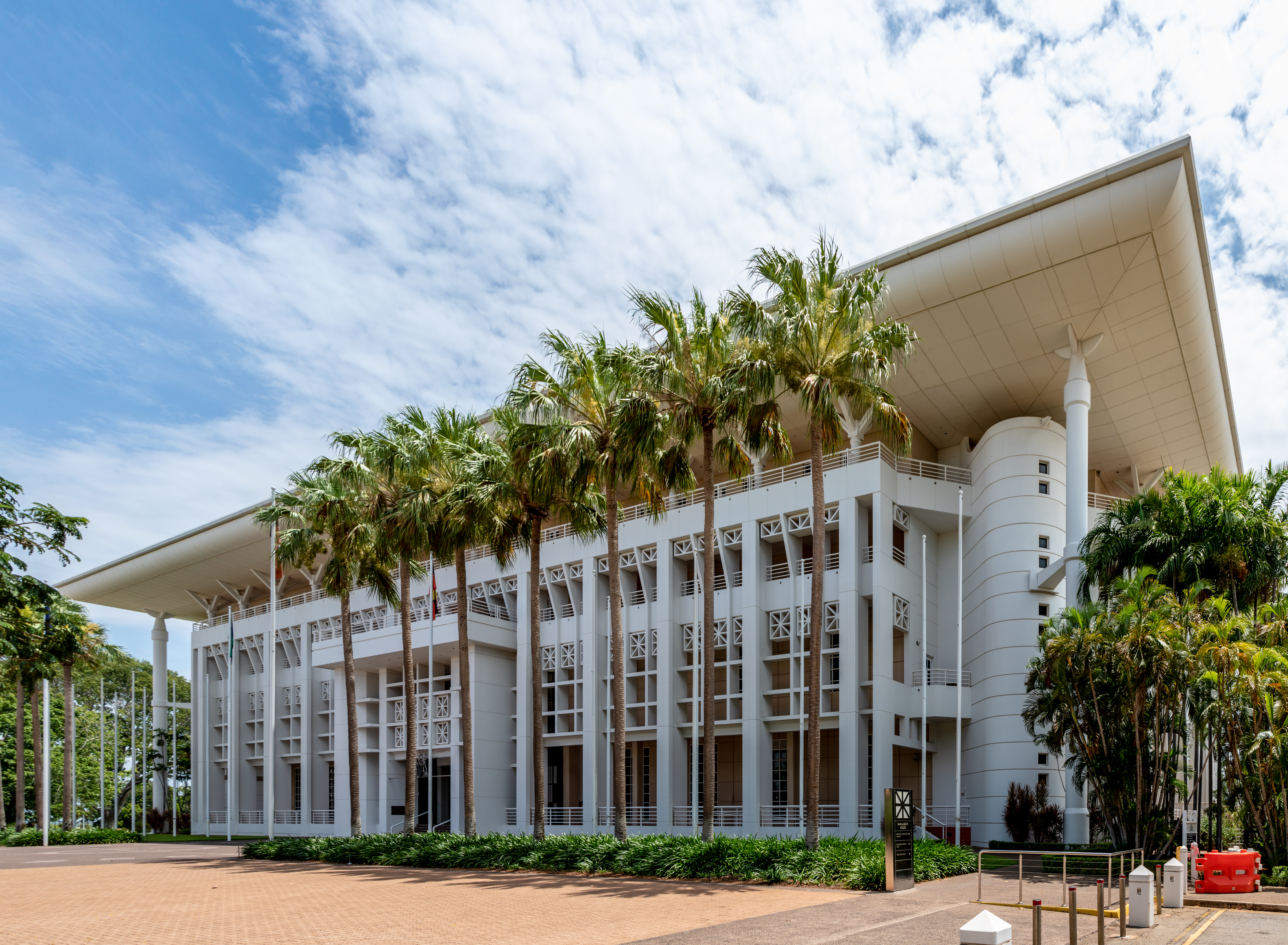
Das Parliament House in Darwin ist der Sitz der Northern Territory Legislative Assembly

Die Northern Territory Legislative Assembly ist die gesetzgebende Versammlung und als Einkammerversammlung das Parlament des australischen Bundesterritoriums Northern Territory. 
Die Funktion der Versammlung besteht darin, als Versammlungsort für die gewählten Abgeordneten zu fungieren, die ihre Wahlkreise vertreten. Die Partei mit der Mehrheit der Abgeordneten kann eine Regierung bilden, solange sie das Vertrauen der Versammlung genießt.
Am 20. November 1974 trafen sich die neunzehn Mitglieder der ersten gesetzgebenden Versammlung zur ersten Sitzung einer vollständig gewählten Legislative in der Geschichte des Northern Territory.

## Sprecher der Legislative Assembly
Der Sprecher ist das Oberhaupt des Parlaments und für das Parlamentsgebäude verantwortlich. Der Sprecher kann Regeln erlassen, um der Entscheidung des Vergütungsgremiums (Remuneration Tribunal Determination), in der die Bedingungen und Ansprüche der Mitglieder festgelegt sind, Geltung zu verschaffen. Abschnitt 3 des Public Sector Employment and Management Act von 1993 macht den Sprecher zum Beauftragten für öffentliche Beschäftigung in Bezug auf die von der gesetzgebenden Versammlung beschäftigten Beamten. Die zeremoniellen und gastfreundlichen Funktionen des Parlaments sowie die interparlamentarische Verbindung werden vom Büro des Sprechers verwaltet.
Der Sprecher der gesetzgebenden Versammlung hat drei Hauptaufgaben:
- eine Verfahrensrolle als Vorsitzender während der Sitzungen der gesetzgebenden Versammlung
- eine zeremonielle Rolle als Vertreter des Parlaments bei offiziellen Zeremonien, bei Staatsbesuchen und beim Empfang offizieller Delegationen im Territorium, darunter Hochkommissare, Botschafter und Staatsoberhäupter und
- eine Verwaltungsfunktion als nicht zum Kabinett gehörender „Minister“ für die gesetzgebende Versammlung mit Verantwortung für den Parlamentsbezirk einschließlich des Parlamentsgebäudes. Zu dieser Verantwortung gehört es, sicherzustellen, dass den Mitgliedern ein Büro, Personal, Einrichtungen und finanzielle Mittel zur Verfügung gestellt werden, damit sie die Geschäfte eines gewählten Mitglieds führen können.[1]

Derzeitiger Sprecher (Speaker) und damit Präsident der Northern Territory Legislative Assembly ist Hon. Robyn Lambley.

## Mitglieder

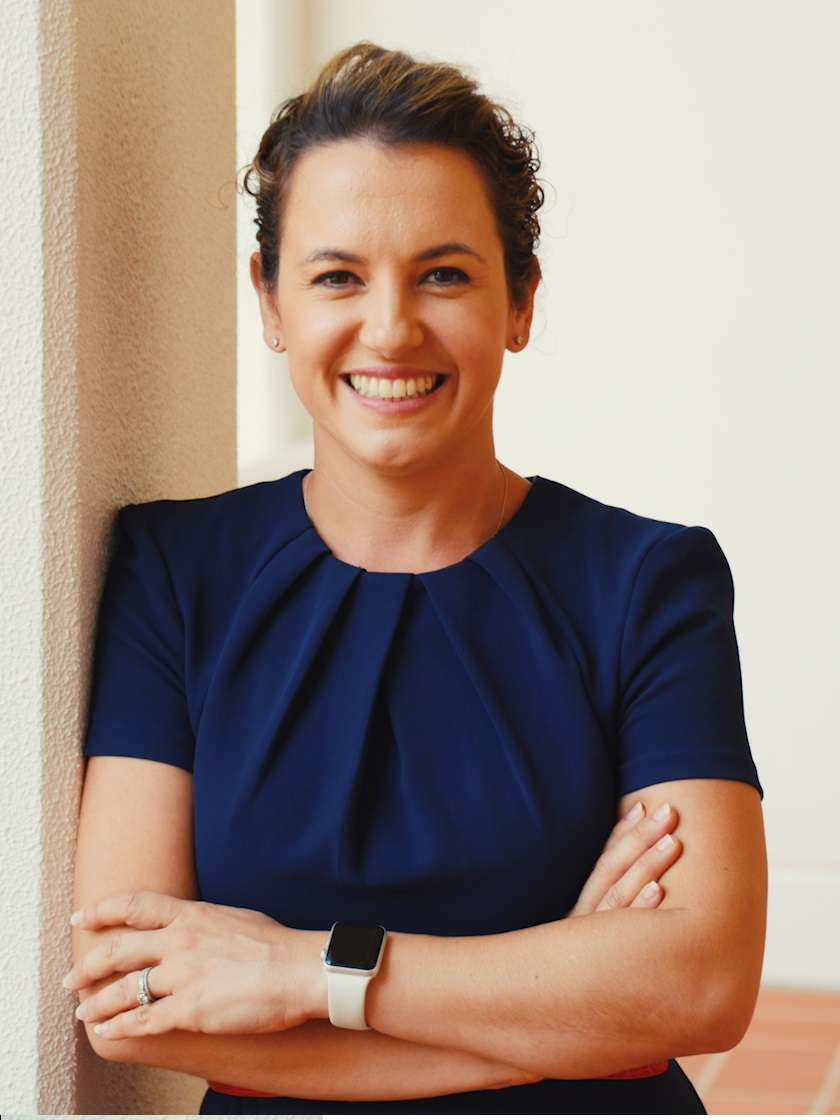
Hon. Lia Finocchiaro ist seit dem 28. August 2024 Chief Minister des Northern Territory.

Die gesetzgebende Versammlung besteht aus 25 Mitgliedern, von denen jedes einen Wahlkreis vertritt. Gemäß Abschnitt 23 des Northern Territory Electoral Act finden im Abstand von vier Jahren allgemeine Wahlen statt. Die Mitglieder der 15. Legislaturperiode der Legislative Assembly wurden bei den Parlamentswahlen am 24. August 2024 gewählt. Bei diesen Parlamentswahlen im Northern Territory gewann die Country Liberal Party (CLP) 48,9 Prozent der Stimmen (17 von 25 Sitzen), die Territory Labor Party 28,8 Prozent (4 Mandate), Unabhängige 14,2 Prozent (3 Sitze) und die Northern Territory Greens 8,1 Prozent (1 Mandat). Die Wahlbeteiligung lag bei 68,5 Prozent. Am 28. August wurde Hon. Lia Finocchiaro als Chief Minister des Northern Territory vereidigt.
Dem Parlament gehören die Mitglieder des Kabinetts von Chief Minister Lia Finocchiaro von der Country Liberal Party und des „Schattenkabinetts“ der oppositionellen Territory Labor Party unter dem Vorsitz von Oppositionsführerin Selena Uibo. sowie die weiteren Mitglieder an.

## Ausschüsse
Die Ausschüsse der Versammlung übernehmen Aufgaben der Versammlung, die von einer kleinen Gruppe von Mitgliedern leichter ausgeführt werden können. Hierzu gehören:
- Untersuchung von Angelegenheiten von öffentlichem Interesse, wie etwa die Kontrolle der Regierungstätigkeit,
- sich mit einem schwierigen politischen Thema auseinanderzusetzen oder
- Beratung zu Gesetzesvorschlägen.

Ausschüsse bieten der Öffentlichkeit die Möglichkeit, sich an der Arbeit der Versammlung zu beteiligen, indem sie Eingaben machen und bei Anhörungen und öffentlichen Foren sprechen. Die Mitgliedschaft in den Ausschüssen wird von der Versammlung bestimmt und spiegelt im Allgemeinen die Zusammensetzung der Versammlung wider. Sie sind erweiterte Organe der Versammlung und agieren im Rahmen der ihnen übertragenen Befugnisse.
Untersuchungen werden durchgeführt, indem von Einzelpersonen, Organisationen, Regierungsbehörden und Experten Informationen zu den untersuchten Angelegenheiten eingeholt werden. Normalerweise fordern Ausschüsse die Öffentlichkeit auf, Stellungnahmen abzugeben, und halten anschließend öffentliche Anhörungen ab. Anschließend erstattet der Ausschuss der Versammlung Bericht und legt ihr Empfehlungen für die Versammlung und die Regierung vor.
| Ausschuss                                  | Ausschussfunktion | Vorsitzender                | Partei           |
| ------------------------------------------ | --- | --------------------------- | ---------------- |
| Committee of Privileges                    | Der Ausschuss der Privilegien ist zuständig für Untersuchungen und Berichte zu vertraulichen Angelegenheiten, die ihr von der Versammlung vorgelegt werden. | Hon. Gerard Maley           | Country Liberals |
| House Committee                            | Der Hauptausschuss berät den Sprecher in Angelegenheiten des Parlamentsgebäudes und der Dienstleistungen für die Abgeordneten. | Sprecher Hon. Robyn Lambley | Parteiloser      |
| Legal and Constitutional Affairs Committee | Der Ausschuss für Rechts- und Verfassungsangelegenheiten befasst sich mit verfassungsrechtlichen und rechtlichen Fragen, die ihm vom Generalstaatsanwalt oder der Versammlung vorgelegt werden, und erstattet darüber Bericht. Er prüft alle Instrumente gesetzgeberischer oder administrativer Art und andere Unterlagen, die laut Gesetz der Versammlung vorgelegt werden müssen, und erstattet darüber Bericht. | Matthew Kerle               | Country Liberals |
| Legislative Scrutiny Committee             | Der Ausschuss für die Kontrolle der Legislative untersucht und erstattet über alle ihm von der Versammlung vorgelegten Gesetzentwürfe Bericht und prüft, ob die Versammlung den Gesetzentwurf verabschieden oder ändern sollte und ob der Gesetzentwurf die Rechte und Freiheiten des Einzelnen und die Institution des Parlaments ausreichend berücksichtigt.                                                     | Oly Carlson                 | Country Liberals |
| Public Accounts Committee                  | Der Ausschuss für öffentliche Konten untersucht und berichtet als Rechnungsprüfungsausschuss über die Einnahmen und Ausgaben der Regierung sowie über die Berichte des Generalauditors und entscheidet, ob über die ihm von der Versammlung vorgelegten Petitionen debattiert werden sollte. | Clinton Howe                | Country Liberals |
| Standing Committee on the ICAC             | Der Ständige Ausschuss des ICAC nimmt die Aufgaben des Versammlungsausschusses gemäß dem Gesetzes über den Unabhängigen Beauftragten gegen Korruption ICAC (Independent Commissioner Against Corruption) wahr, prüft den Jahresbericht des Beauftragten und den jährlichen Bewertungsbericht des Beauftragten und untersucht Trends in ähnlichen Gremien in Australien und international.                          | Khoda Patel                 | Country Liberals |
| Standing Orders Committee                  | Der Geschäftsordnungsausschuss gibt der Versammlung Empfehlungen zur Änderung der Geschäftsordnung, also der Regeln für die Arbeitsweise der Versammlung. | Matthew Kerle               | Country Liberals |

## Sitzungen
Sofern der Sprecher nichts anderes anordnet, beginnt die Versammlung an Versammlungstagen um 10 Uhr. Unter „Regierungsangelegenheiten“ (Government Business) sind alle von einem Minister eingebrachten Angelegenheiten zu verstehen. Der Chief Minister des Northern Territory oder ein anderer in seinem Namen handelnder Minister kann die Reihenfolge der Regierungsbekanntmachungen und Tagesordnungspunkte auf dem Bekanntmachungsblatt nach eigenem Ermessen festlegen. Vorbehaltlich Nr. 61 Geschäftsordnung (Standing Order) haben Regierungsangelegenheiten an jedem Sitzungstag der Versammlung Vorrang vor den allgemeinen Angelegenheiten. Bei den „Allgemeinen Geschäften“ (General Business) handelt es sich um nichtstaatliche Geschäfte und/oder Geschäfte von Parlamentsmitgliedern. Nr. 60 Geschäftsordnung legt zum Geschäftsablauf fest, dass die allgemeinen Geschäfte an Versammlungstagen mittwochs zwischen 15 und 19 Uhr abgewickelt werden. Von Zeit zu Zeit erlässt die Versammlung Anordnungen, die die Geschäftsordnung der laufenden Sitzung der Versammlung ergänzen oder außer Kraft setzen. Es handelt sich hierbei um Sitzungsanordnungen, die in Verbindung mit der Geschäftsordnung gelesen werden sollten. In seinen Sitzungen befasst sich die Legislative Assembly mit Gesetzen und untergeordnete Rechtsvorschriften. Auf der Grundlage von Gesetzesentwürfen (Bills) und untergeordneter Gesetze (Subordinate legislation) werden Gesetze (Acts) erlassen und in der jeweils gültigen Fassung veröffentlicht.

## Parlamentsverwaltung
Das Department of the Legislative Assembly bietet als der Legislative Assembly des Northern Territory sowie ihren Mitgliedern und Ausschüssen als Parlamentsverwaltung qualitative und zeitnahe Unterstützung für die Arbeit des Parlaments, der Parlamentsausschüsse und des Parlamentsgebäudes. Leiter der Parlamentsverwaltung ist der Clerk of the National Assembly (derzeit: Russell Keith). Er berät den Sprecher und die Mitglieder in Verwaltungs- und Verfahrensfragen. Darüber hinaus ist das Büro zuständig für:
- Unterstützung der Versammlungssitzungen
- Unterstützung der internen Ausschüsse (Standing Orders Committee, Committee of Privileges, House Committee)
- Verwaltung des Registers der Interessen der Mitglieder
- Verwaltung schriftlicher Anfragen und Petitionen
- Unterstützung bei der Verwaltung der Website der gesetzgebenden Versammlung.

Zur Verwaltung des Parlaments unterstehen dem Clerk insbesondere die Abteilung für parlamentarische Unterstützung mit der Zuständigung für Verfahrensunterstützung, Ausschussbüros und Sicherheitsdienste sowie die Abteilung für Unternehmens- und Wählerunterstützung mit der Zuständigkeit für Finanzdienstleistungen, Menschen, Leistung und Kultur und Asset- und Gebäudemanagement.
Die Verwaltung führt die Parlamentsprotokolle (Hansard) und Sitzungsprotokolle, die in Archiven für die jeweiligen Legislaturperioden gesammelt werden und abrufbar sind.

## Weblink
- Northern Territory Legislative Assembly. In: Homepage des Parlaments des Northern Territory. Abgerufen am 12. Januar 2025 (englisch).